# Réserve naturelle d'Anda
La réserve naturelle d'Anda est une réserve naturelle norvégienne et un site Ramsar située survl'île d'Anden, dans la commune d'Øksnes, Comté de Nordland. 

## Description
La réserve a été créée afin de "protéger un précieux site côtier avec sa faune et sa flore. Cette zone a une valeur particulière en tant que zone de nidification pour une variété de pingouin et d'autres espèces d'oiseaux de mer".
La zone est à environ 5 km au nord de la pointe nord de Langøya et à l'ouest d'Andøya. La réserve comprend l'île d'Anden, avec le phare d'Anda, et certains îlots. La réserve naturelle est a une surface de 0.525 km², dont 0.359 km² de zone maritime. La zone est protégée pour préserver une falaise à oiseaux qui héberge particulièrement macareux, pingouins et mouette tridactyle. On y trouve également des cormorans, goélands argentés, goélands à marins et guillemots  en nombre considérables.